# Tim Goss
Tim Goss (Reino Unido; 28 de febrero de 1963), es un ingeniero de automovilismo británico y exdirector técnico del equipo McLaren de Fórmula 1.

## Carrera
Goss se graduó en el Imperial College London, donde también realizó estudios de posgrado especializándose en encendido de motores turboalimentados. Luego, Goss se unió a Cosworth en 1986.
Goss se unió a McLaren en 1990, convirtiéndose en el ingeniero a cargo del diseño de la instalación del motor. Luego fue nombrado ingeniero de carrera de Mika Häkkinen y luego se convirtió en ingeniero jefe del equipo de pruebas. Después de trabajar como jefe de dinámica del vehículo, trabajó como ingeniero jefe de tren motriz, cargo en el que supervisó la introducción de la primera caja de cambios de cambios continuos de este deporte en 2005.
En 2005 fue nombrado ingeniero jefe del McLaren MP4-21 y dirigió el equipo de diseño de ingeniería del coche de 2006 diseñado por Adrian Newey. Después de algunas carreras pronto quedó claro que no era tan competitivo como su predecesor, el MP4-20, a pesar de una aparente mejora en la fiabilidad. McLaren no ganó una carrera en toda la temporada, por primera vez desde 1996.
Goss fue nombrado Director de Ingeniería en enero de 2011. En febrero de 2013, después de que McLaren confirmara la salida de Paddy Lowe a Mercedes a partir de la temporada 2014, Goss fue nombrado Director Técnico. Ocupó el cargo de director técnico hasta 2018 cuando fue destituido de ese puesto y reemplazado por James Key.
El 18 de enero de 2023, Goss fue nombrado Director Técnico de Monoplazas de la FIA, en sustitución de Nicholas Tombazis, que se convirtió en Director de Monoplazas.